# Korcivka, Jîdaciv
Korcivka (în ucraineană Корчівка) este un sat în comuna Zaricine din raionul Jîdaciv, regiunea Liov, Ucraina.

## Demografie
Componența lingvistică a localității Korcivka
     Ucraineană (99,59%)
     Alte limbi (0,41%)
Conform recensământului din 2001, majoritatea populației localității Korcivka era vorbitoare de ucraineană (99,59%), existând în minoritate și vorbitori de alte limbi.